# Burhanuddin
Burhanuddin (en bengali : বোরহানউদ্দিন) est une upazila du Bangladesh dans le district de Bhola. En 2011, on y dénombrait 208 478 habitants.